# Lothar von Hortstein
Lothar Edler von Hortstein (Olmütz, 15. listopada 1855. – Troppau, 4. kolovoza 1944.) je bio austrougarski general i vojni zapovjednik. Tijekom Prvog svjetskog rata zapovijedao je IX. korpusom na Balkanskom i Istočnom bojištu.

## Vojna karijera
Lothar von Hortstein je rođen 15. listopada 1855. u Olmützu. Od listopada 1896. obnaša dužnost načelnika stožera XII. korpusa. Na navedenoj dužnosti ostaje do travnja 1903. kada ga na tom mjestu zamjenjuje Stjepan Sarkotić. U svibnju te iste godine unaprijeđen je u čin general bojnika, dok čin podmaršala dostiže u svibnju 1907. godine. U svibnju 1911. godine postaje zapovjednikom XVI. korpusa koju dužnost obnaša do prosinca 1912. kada ga na tom mjestu zamjenjuje Blasius Schemua. U međuvremenu je, u studenom 1911., promaknut u čin generala pješaštva. Nakon zapovjedništva nad XVI. korpusom, u prosincu 1912. imenovan je zapovjednikom IX. korpusa na čijem čelu dočekuje i početak Prvog svjetskog rata.

## Prvi svjetski rat
Na početku Prvog svjetskog rata IX. korpus je držao položaje u Srijemu na Balkanskom bojištu. Zapovijedajući IX. korpusom Hortstein sudjeluje u prvoj invaziji na Srbiju gdje korpus sudjeluje u borbama oko Šapca. Tijekom invazije Hortstein prisilno evakuira stotine stanovnika Srijema u zapadnu Slavoniju pri čemu je ubijeno više od 120 stanovnika. Ubrzo međutim, 19. kolovoza 1914. Hortstein je sa stožerom IX. korpusa premješten na Istočno bojište gdje sudjeluje u Galicijskoj bitci. Krajem kolovoza Hortstein je smijenjen s mjesta zapovjednika IX. korpusa na kojem mjestu ga zamjenjuje Johann von Friedel.

## Poslije rata
Nakon smjene s mjesta zapovjednika IX. korpusa Hortstein nije dobio novo zapovjedništvo, te je s 1. listopadom 1914. umirovljen. Preminuo je 4. kolovoza 1944. u 89. godini života u Troppauu.

## Vanjske poveznice
(eng.) Lothar von Hortstein na stranici Oocities.org

(njem.) Lothar von Hortstein na stranici Weltkriege.at